# Carl Henrik Qvarfordt
Carl Henric Qvarfordt, född 1 oktober 1947 i Jönköping, död 30 november 2019 i Stockholm, var en svensk operasångare.

## Filmografi
- 1975 – Trollflöjten